# Luis Francisco Sánchez
Luis Sánchez (Cúcuta, Colombia; 18 de septiembre de 2000) es un futbolista colombiano. Juega como volante creativo  o Extremo y actualmente milita en Once Caldas de la Categoría Primera A.

## Clubes
| Club             | País      | Año           |
| ---------------- | --------- | ------------- |
| América de Cali  | Colombia  | 2019          |
| Saint-Étienne II | Francia   | 2019-2020     |
| América de Cali  | Colombia  | 2020-2024     |
| Central Córdoba  | Argentina | 2024          |
| Fortaleza CEIF   | Colombia  | 2025          |
| Once Caldas      | Colombia  | 2025-presente |

## Estadísticas
| Club                       | Temporada           | Liga  | Liga  | Copa Nacional | Copa Nacional | Copa Internacional | Copa Internacional | Total | Total |
| Club                       | Temporada           | Part. | Goles | Part.         | Goles         | Part.              | Goles              | Part. | Goles |
| -------------------------- | ------------------- | ----- | ----- | ------------- | ------------- | ------------------ | ------------------ | ----- | ----- |
| América de Cali · Colombia | 2018                | 0     | 0     | 0             | 0             | 0                  | 0                  | 0     | 0     |
| América de Cali · Colombia | 2019                | 12    | 1     | 4             | 1             | 0                  | 0                  | 16    | 2     |
| América de Cali · Colombia | Total               | 12    | 1     | 4             | 1             | 0                  | 0                  | 16    | 2     |
| Saint-Étienne II Francia   | 2019/2020           | 10    | 0     | 0             | 0             | 0                  | 0                  | 10    | 0     |
| Saint-Étienne II Francia   | Total               | 10    | 0     | 0             | 0             | 0                  | 0                  | 10    | 0     |
| América de Cali · Colombia | 2020                | 13    | 2     | 1             | 1             | 1                  | 0                  | 15    | 3     |
| América de Cali · Colombia | Total               | 13    | 2     | 1             | 1             | 1                  | 0                  | 15    | 3     |
| Total en su carrera        | Total en su carrera | 35    | 3     | 5             | 2             | 1                  | 0                  | 44    | 5     |

## Palmarés

### Títulos nacionales
| Título                | Club                  | País      | Año  |
| --------------------- | --------------------- | --------- | ---- |
| Campeonato colombiano | América de Cali       | Colombia  | 2020 |
| Copa Argentina        | Central Córdoba (SdE) | Argentina | 2024 |